# Warrensburg (obec)

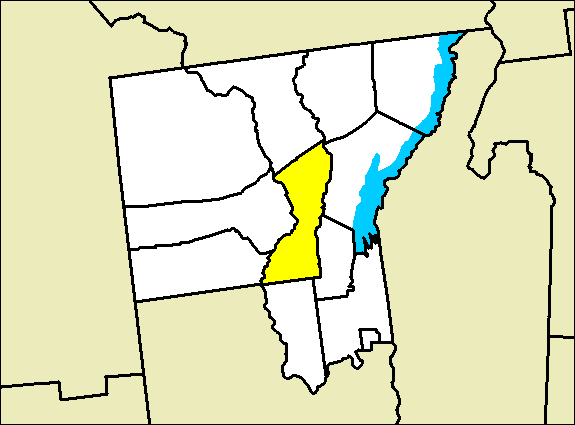
Umístění obce Warrensburg v rámci okresu Warren

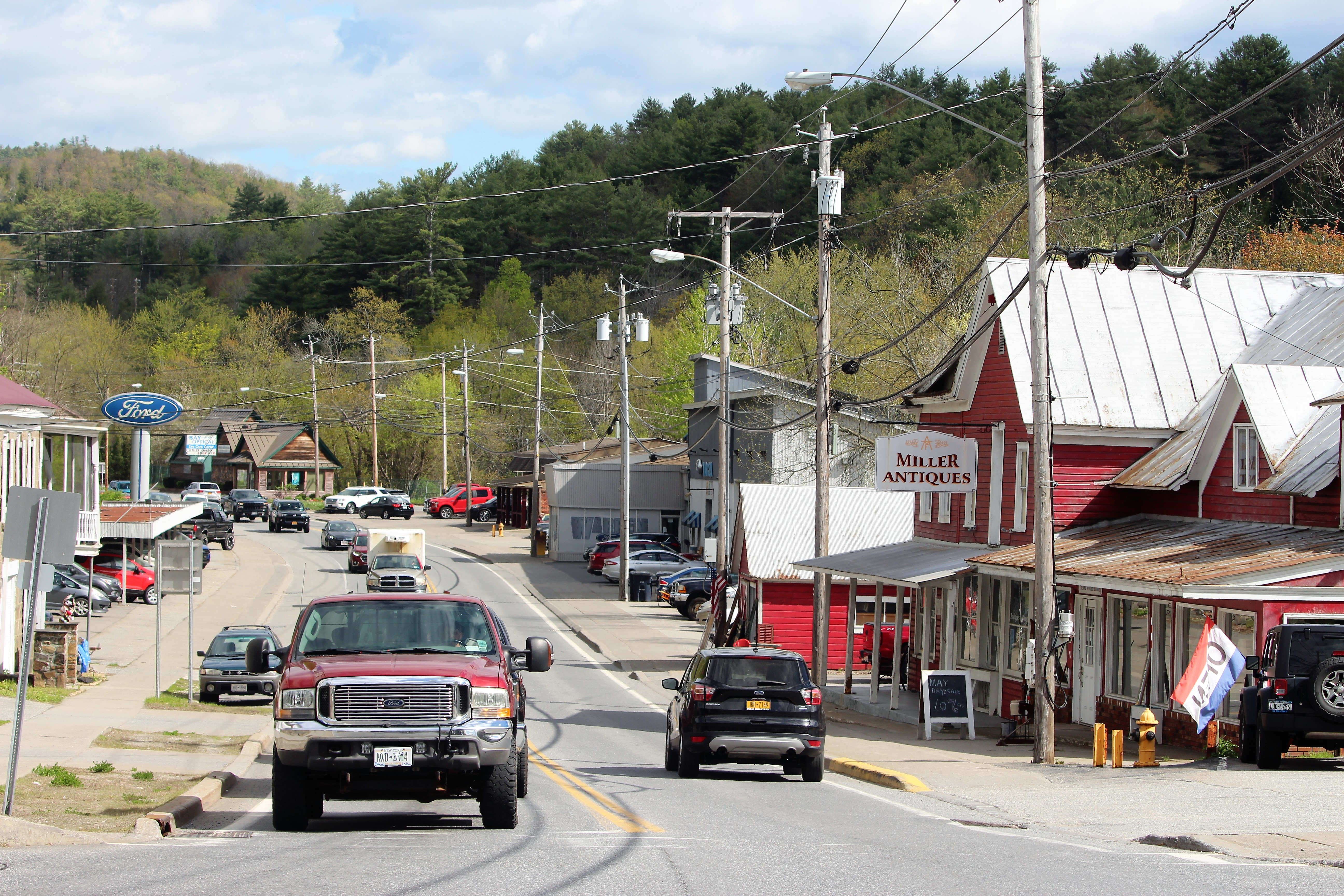
Hlavní silnice v obci Warrensburg

Warrensburg je obec v okrese Warren, v americkém státu New York. Podle administrativního členění státu má status town. Většina obyvatel je soustředěna ve stejnojmenném městečku Warrensburg.
Obec Warrensburg se rozkládá na jihovýchodě okresu a má rozlohu 168 km².

## Historie
Oblast začala být osidlována kolem roku 1790 kolem osady Warrensburg. V roce 1813 se obec Warrensburg oddělila od obce Thurman, jíž byla do té doby součástí. Warrensburg je, stejně jako celý okres, pojmenován po Generálu Josephu Warrenovi.

## Geografie
Podle Amerického úřadu pro sčítání má obec celkovou rozlohu 168 km², z čehož je 165 km² pevnina a 2,9 km² voda (1,74 % celkové rozlohy). Západní hranici Warrensburgu tvoří řeka Hudson.

## Demografie
Podle sčítání lidu z roku 2010 zde žilo 4 094 obyvatel. Podle sčítání z roku 2000 zde bylo 4255 obyvatel, 1718 domácností a 1166 rodin žijících v obci, hustota zalidnění byla 25,8/km².

### Rasové složení
- 97,6% Bílí Američané
- 0,3% Afroameričané
- 0,2% Američtí indiáni
- 0,6% Asijští Američané
- 0,0% Pacifičtí ostrované
- 0,3% Jiná rasa
- 1,1% Dvě nebo více ras

Obyvatelé hispánského nebo latinskoamerického původu, bez ohledu na rasu, tvořili 1,9% populace.

## Komunity a lokace v obci Warrensburg
- Riverbank - osada při hranici v severovýchodní části obce.
- Warrensburg - městečko Warrensburg leží ve východní části obce. Warrensburg je jedinou významnou komunitou v obci.